# E-Meter

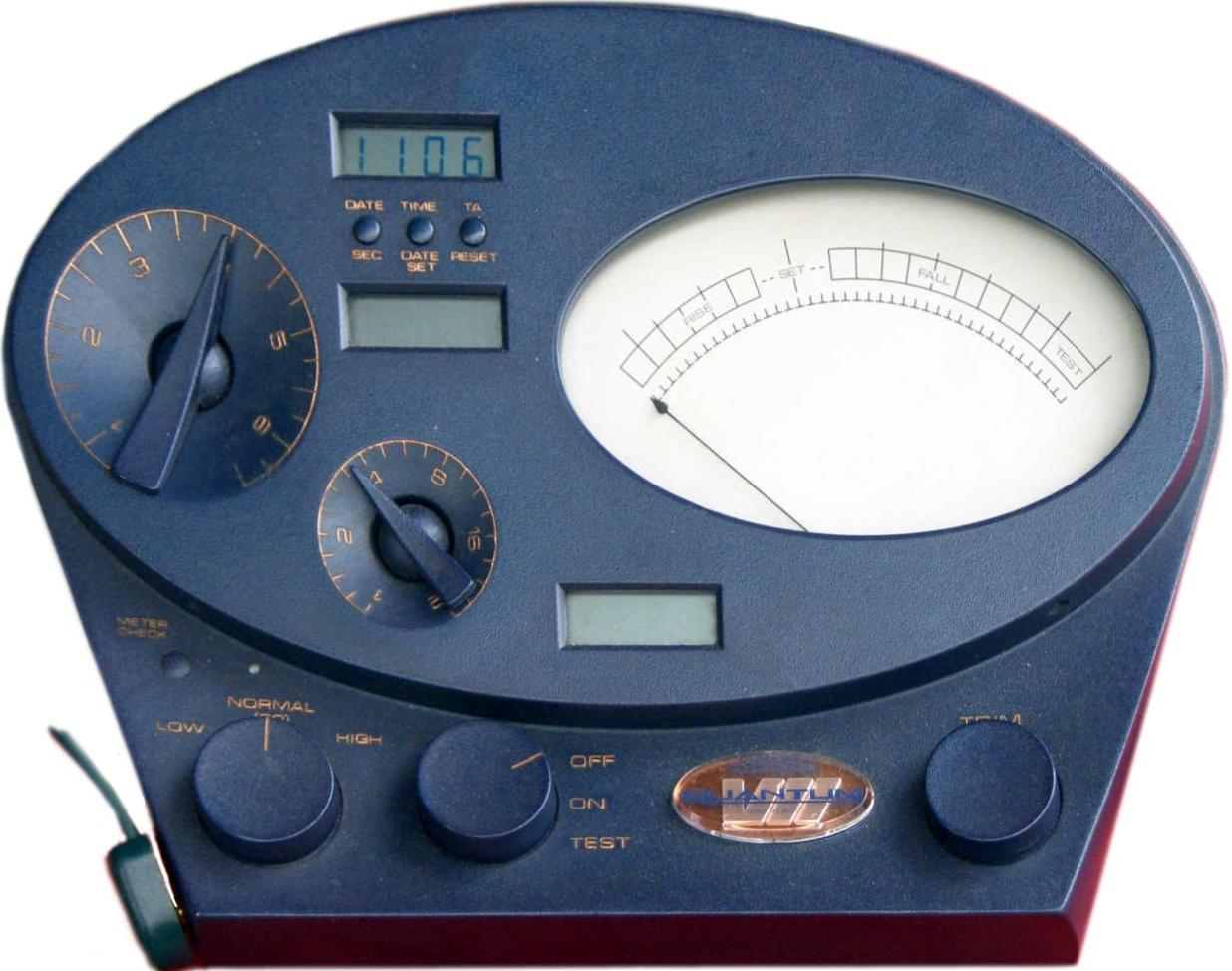
Mark Super VII Quantum E-Meter

Das E-Meter, Elektropsychometer, Elektrometer oder Hubbard-Elektroskop ist ein von der Scientology-Organisation verwendetes Gerät, das mit Hilfe von zwei in den Händen gehaltenen Elektroden Änderungen des elektrischen Widerstands des Körpers als Zeigerbewegung sichtbar macht. Ein medizinischer Nutzen des Gerätes ist nicht nachweisbar.

## Technik
Die veröffentlichten Schaltungsskizzen beschreiben ein Gerät zur Anzeige von Änderungen des Gleichstromwiderstands zwischen den Elektroden mit einem Zeigerinstrument. Durch Potentiometer auf der Frontseite des Geräts können der Nullpunkt und die Verstärkung der Messschaltung eingestellt werden. Dadurch kann der Bediener sowohl die Position des Zeigers als auch die Stärke des Zeigerausschlags einstellen. Der Zeigerausschlag kann auch durch Schwitzen und durch den Druck des Probanden auf die Handelektroden beeinflusst werden.

## Verwendung
Scientologen geben an, aus den Bewegungsmustern auf psychische Zustände schließen zu können sowie die Störgrößen zu kennen und kompensieren zu können.
Diese Schlüsse werden hauptsächlich bei Auditing-Sitzungen verwendet, um den Clear-Zustand zu erreichen.

## Kritik
Weder die Methodik der Messung noch die Messgröße sind von der arrivierten Medizin anerkannt.
Da der Hautwiderstand der größte Widerstand zwischen den Elektroden ist, geben Kritiker Scientologys an, in der Verwendung des E-Meters Parallelen zu einem Lügendetektortest zu sehen, da dort die elektrodermale Aktivität gemessen wird.
Wissenschaftliche Nachweise, speziell zum E-Meter und zu einer diesbezüglichen Aussagekraft des Gerätes, fehlen. Der Endbericht einer der Enquête-Kommissionen des Deutschen Bundestags bezeichnete das Gerät als „wissenschaftlich wertlos“. In einem Urteil des United States District Court, District of Columbia wird ausdrücklich darauf hingewiesen, dass das E-Meter keinen nachgewiesenen Nutzen in der Diagnose, Behandlung oder Vorbeugung gegen eine Krankheit hat und dass es aus medizinischer oder wissenschaftlicher Sicht nicht zur Verbesserung von körperlichen Funktionen beiträgt.
Scientology verlangt nach einer Preisliste aus dem Jahr 2003 für das Modell Mark Super VII Quantum E-Meter einen Preis von 7428 Euro, die Produktionskosten des Produktes werden auf etwa 100 Euro geschätzt.